# Le Regard du passé
Le Regard du passé est la vingt-sixième histoire de la série Natacha de Mythic, Thierry Martens et François Walthéry. Elle est publiée pour la première fois en 2010 sous forme d'album.

## Résumé
Natacha et Walter font une escale forcée en Egypte car leur avion est bloqué au Caire. Ils vont en profiter pour faire du tourisme et visiter le Temple de Karnak à Louxor. Natacha va aussi profiter de l’occasion pour enquêter sur la brève disparition de sa grand-mère il y a de cela quelques années. Elle avait été retrouvée errante dans le désert. Walter l’accompagne avec le professeur Karel et son assistant Justin.